# Cái chết và tang lễ Giáo hoàng Biển Đức XVI
Giáo hoàng Biển Đức XVI được Tòa Thánh tuyên bố từ trần lúc lúc 09:34 giờ sáng địa phương (UTC+01) ngày 31 tháng 12 năm 2022 tại Tu viện Mater Ecclesiae (Tu viện Mẹ Hội Thánhh) nội vi Thành Vatican, thọ 95 tuổi. Biển Đức XVI là giáo hoàng danh dự kể từ khi ông từ chức lãnh đạo Giáo hội Công giáo hồi năm 2013 với lí do sức khỏe kém. Sau khi ông qua đời, Tòa Thánh thông báo rằng linh cữu của ông sẽ được quàn trong Vương cung thánh đường Thánh Phêrô từ ngày 2 tháng 1 cho đến ngày 4 tháng 1 năm 2023, sau đó tang lễ và an táng cử hành ngày 5 tháng 1 năm 2023. 
Trước đó ba ngày, Giáo hoàng Phanxicô - người kế vị đã thông báo về tình trạng sức khỏe của ông đang trở nặng và yêu cầu các tín hữu cầu nguyện. Việc ông qua đời kết thúc chín năm mang tính lịch sử của Giáo hội Công giáo khi hai giáo hoàng cùng sống trong Thành Vatican, dù rằng sau khi từ chức, Biển Đức XVI từng tuyên bố rằng Giáo hội Công giáo chỉ có "một giáo hoàng", nhằm đề cao vai trò chính thống của người kế vị. 

## Những ngày cuối đời
Trong buổi tiếp kiến chung hàng tuần vào ngày 28 tháng 12 năm 2022, Giáo hoàng Phanxicô thông báo với công chúng rằng nguyên Giáo hoàng Biển Đức XVI trở nặng nhưng ông không nói rõ đó là căn bệnh nào. Giáo hoàng đương nhiệm kêu gọi mọi người cầu nguyện cho nguyên giáo hoàng. Cuối ngày hôm đó, Văn phòng Báo chí Tòa Thánh tuyên bố rằng sức khỏe của nguyên giáo hoàng suy yếu là do tuổi già và ông đang được giám sát y tế tại Tu viện Mater Ecclesiae nội vi Vatican, nơi ông đã sinh sống sau khi từ chức giáo hoàng. Cùng ngày, Giáo hoàng Phanxicô đã đến thăm ông sau buổi tiếp kiến, và ông đã lãnh nhận Bí tích Xức dầu Bệnh nhân.
Vào ngày 29 tháng 12, Văn phòng báo chí Tòa Thánh đưa tin rằng tình trạng của nguyên giáo hoàng "nghiêm trọng nhưng ổn định", và ông ấy "hoàn toàn minh mẫn và tỉnh táo". Ngày hôm sau, ông vẫn tham gia cử hành thánh lễ trong phòng của mình; tình trạng ổn định. Ngày hôm đó, một thánh lễ đặc biệt được cử hành cầu nguyện cho Biển Đức XVI tại Vương cung thánh đường Thánh Gioan Latêranô ở Roma. 

### Qua đời
Nguyên giáo hoàng Biển Đức XVI qua đời tại Tu viện Mater Ecclesiae vào ngày 31 tháng 12 năm 2022 lúc 9:34 sáng Giờ Trung Âu (UTC+01), hưởng thọ 95 tuổi. Cùng ngày, Tòa Thánh công bố chúc thư thiêng liêng của ông, đề ngày 29 tháng 8, 2006. Tổng giám mục Georg Gänswein, thư ký riêng và là người bạn tâm giao của ông cho biết những lời cuối cùng của ông là "Signore ti amo" (tiếng Ý có nghĩa là "Lạy Chúa, con yêu mến Chúa").

## Tang lễ
Tòa Thánh có quy định cụ thể các nghi lễ dành cho một giáo hoàng qua đời, nhưng đó là giáo hoàng đương nhiệm. Với Giáo hoàng danh dự Biển Đức XVI, là một nguyên giáo hoàng và không phải là một nguyên thủ quốc gia, họ chỉ cử hành một tang lễ đơn giản hơn. Do đó, chỉ chính phủ Đức (quê hương ông) và chính phủ Ý được mời cử phái đoàn chính thức, mặc dù đại diện các quốc gia và tổ chức khác có thể tham dự tang lễ này "với tư cách cá nhân". Linh cữu ông được lên kế hoạch an táng trong hầm mộ bên dưới Vương cung thánh đường Thánh Phêrô, gần mộ vị thánh này. 

### Kính viếng
Vào ngày 1 tháng 1 năm 2023, linh cữu Giáo hoàng Biển Đức được đặt trong nhà nguyện Tu viện Mater Ecclesiae, nơi những người thân cận nhất của ông có thể viếng đầu tiên. Ông mặc phẩm phục màu đỏ, màu truyền thống trong tang lễ của một giáo hoàng. Sáng ngày 2 tháng 1, ông được chuyển đến Vương cung thánh đường Thánh Phêrô, và quàn tại đó cho dân chúng đến kính viếng đến trước tang lễ sẽ do Giáo hoàng Phanxicô dự kiến chủ trì ngày 5 tháng 1.

### Thánh lễ cầu nguyện và nghi thức an táng
Phía Tòa Thánh xác nhận Giáo hoàng Phanxicô sẽ chủ sự thánh lễ cầu nguyện cho linh hồn nguyên Giáo hoàng Biển Đức XVI vào lúc 9:30 sáng Thứ Năm ngày 5 tháng 1, 2023. Dù nghi thức an táng vẫn tuân thủ khuôn mẫu chung của Giáo hội dành cho một phẩm vị cao cấp, nhưng những phần liên quan đến giáo hoàng đương nhiệm sẽ được lược bỏ cho phù hợp với địa vị nguyên giáo hoàng của Biển Đức XVI. Chẳng hạn, lời cầu dành cho Giáo phận Rôma và các Giáo hội Đông phương bị lược bỏ.
Ông sẽ được an táng dưới hầm mộ Vương cung thánh đường Thánh Phêrô, ngay trong phần mộ từng chôn cất hai vị giáo hoàng trước đó là Giáo hoàng Gioan XXIII và Giáo hoàng Gioan Phaolô II (hai vị này hiện đã được cải táng sang một vị trí khác).